# Aeoloplides turnbulli
Aeoloplides turnbulli, conocido generalmente como saltamontes de cardo, es una especie de saltamontes de garganta puntiaguda del género Aeoloplides, familia Acrididae.

 Otros nombres comunes incluyen saltamontes cardo ruso y saltamontes saltbush. Fue descrita por Thomas, C. en 1872. Se encuentra en América del Norte.

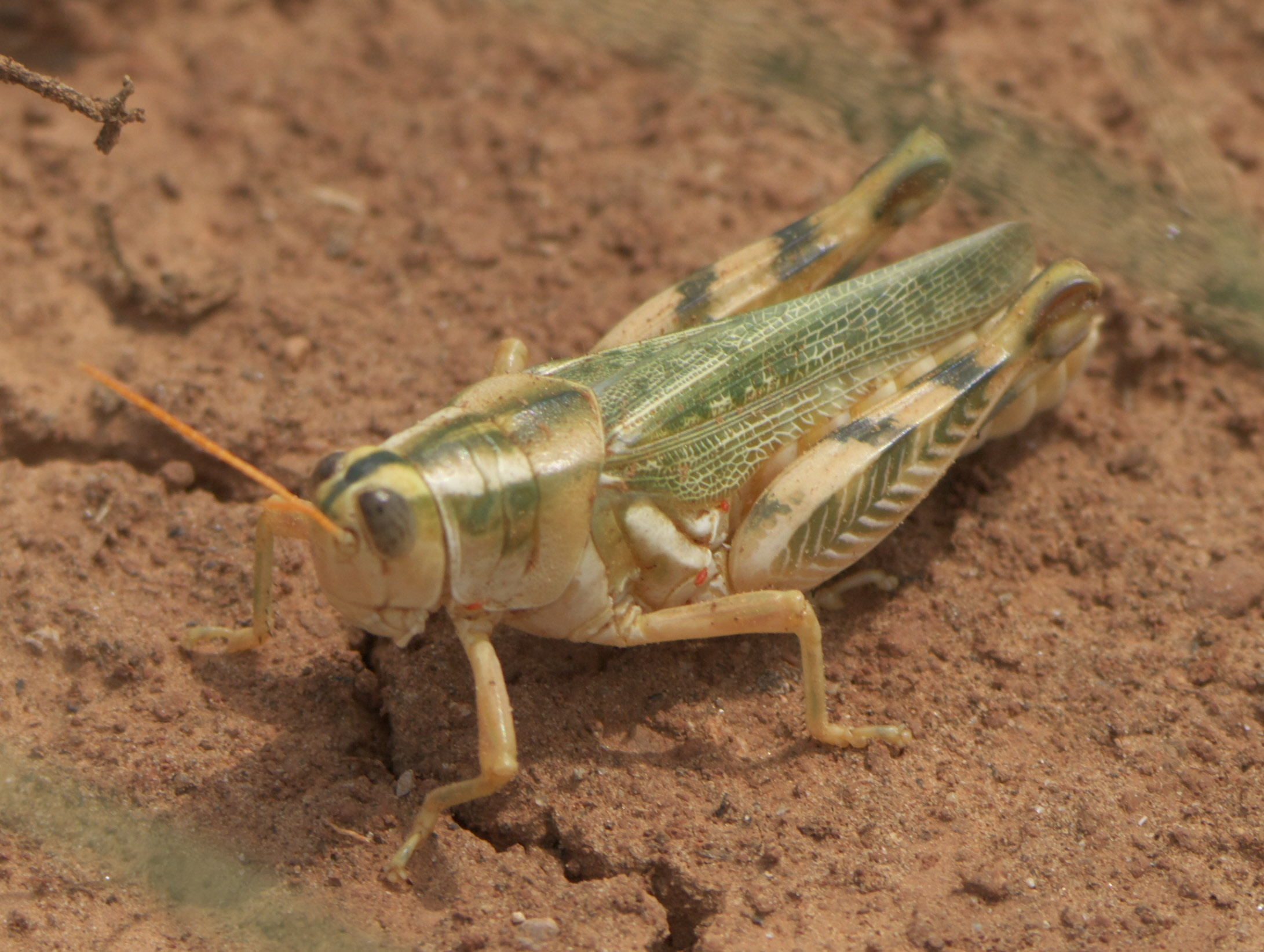
Saltamontes de cardo, Aeoloplides turnbulli

## Subespecies
Se reconocen las dos siguientes:
- Aeoloplides turnbulli bruneri (Caudell, 1907)
- Aeoloplides turnbulli turnbulli (Thomas, 1872)